# هيو ليستير كامبل
هيو ليستير كامبل هو عسكري كندي، ولد في 13 يوليو 1908 في ساليسبوري في كندا، وتوفي في 25 مايو 1987 في أوتاوا في كندا.